# Vlčák
Vlčák je obecné označení křížence psa domácího (Canis lupus familiaris) s vlkem (Canis lupus, C. lycaon, C. rufus, C. simensis).
Jsou uznávána následující plemena kříženců německého ovčáka s vlkem obecným :
- Československý vlčák (C. lupus familiaris X C. lupus lupus - vlk eurasijský, tzv. karpatský)
- Saarloosův vlčák (C. lupus familiaris X C. lupus occidentalis - vlk kanadský)

Další plemena:
- Kunming - čínský hybrid pro práci v armádě a v záchranných složkách
- Lupo Italiano - italský hybrid pro práci v horské službě

Označení bývá též často nesprávně používáno přímo pro německého ovčáka. Dalším psím plemenem pro které se označení používá je Atlasský horský pes, neboli Atlašský vlčák.

## Galerie

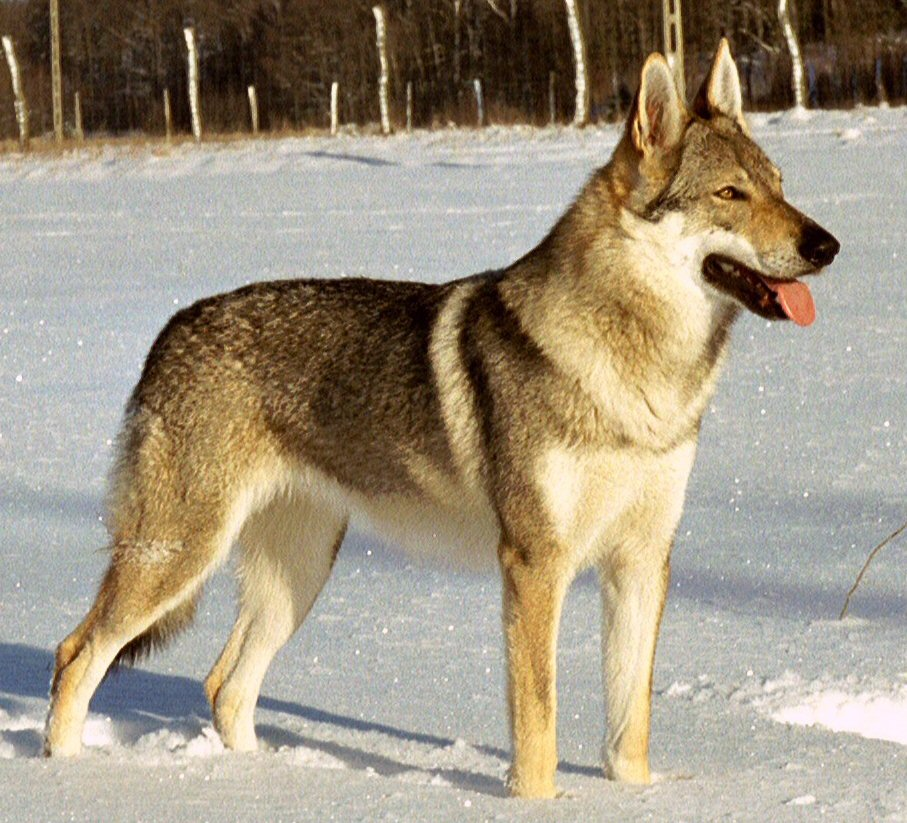
Československý vlčák
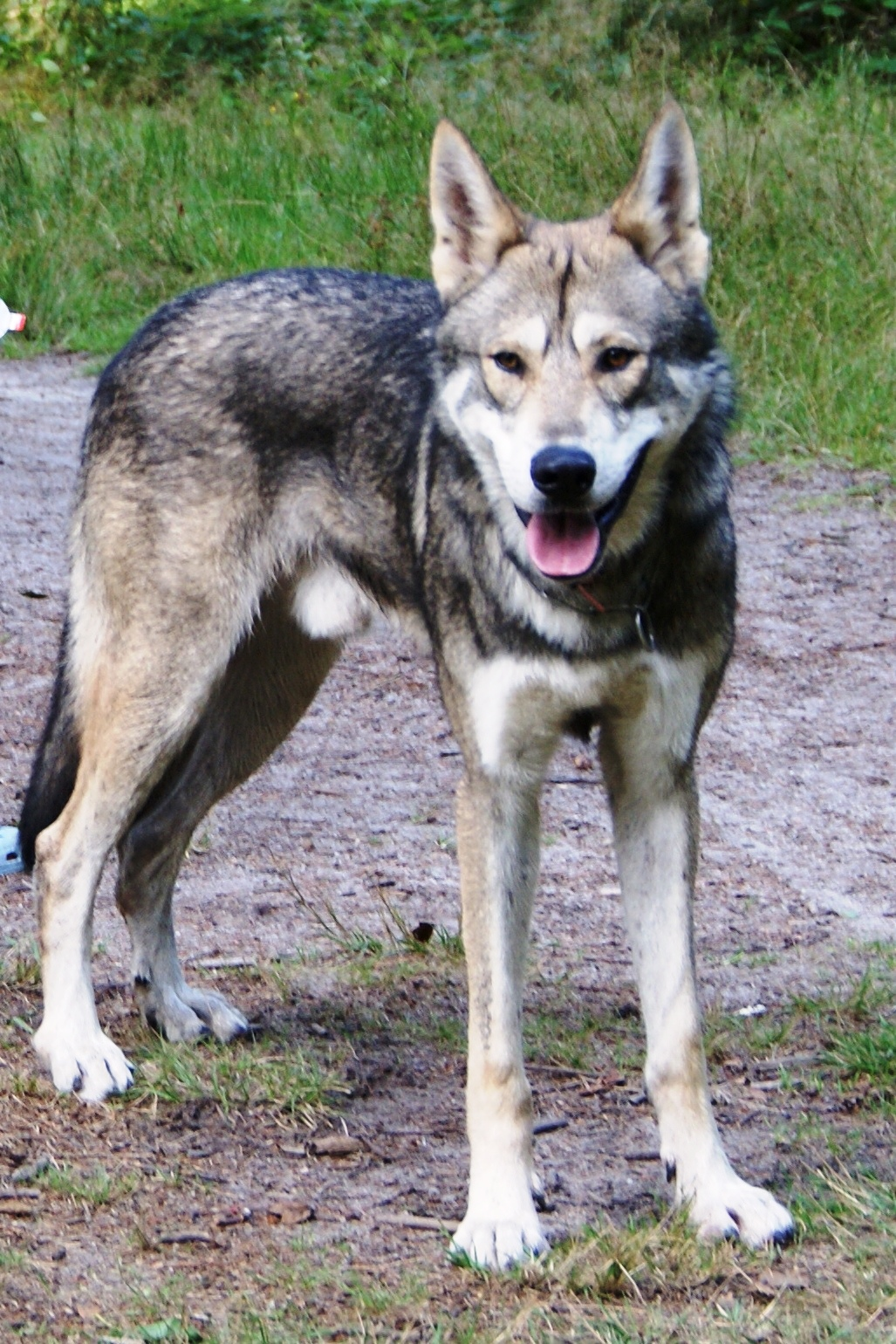
Saarloosův vlčák